# Capito
Capito es un género de aves piciformes perteneciente a la familia Capitonidae. Contiene 11 especies y 21 subespecies reconocidas científicamente; todas ellas se encuentran localizadas en América del Sur.

## Especies
Las once especies del género son:
- Capito auratus (Dumont, 1816), cabezón dorado;
- Capito aurovirens (Cuvier, 1829), cabezón oliva;
- Capito brunneipectus (Chapman, 1921), cabezón pechipardo;
- Capito dayi (Cherrie, 1916), cabezón brasileño;
- Capito fitzpatricki[7] Seeholzer et al., 2012
- Capito hypoleucus (Salvin, 1897), cabezón dorsiblanco;
- Capito maculicoronatus (Lawrence, 1861), cabezón pechiblanco;
- Capito niger (Statius Muller, 1776), cabezón turero;
- Capito quinticolor (Elliot, 1865), cabezón cincocolores;
- Capito squamatus (Salvin, 1876), cabezón escamoso;
- Capito wallacei (O'Neill, D. F. Lane, A. W. Kratter, A. P. Capparella y C. F. Joo, 2000), cabezón de Loreto.